# San Giorgio Ionico
San Giorgio Ionico község (comune) Olaszország Puglia régiójában, Taranto megyében.

## Fekvése
A Salento északi részén fekszik, Taranto városától keletre.

## Története
A települést a 10. században alapították a közeli Tarantóból, a szaracén kalózok betörései elől menekülő lakosok. Ekkor épült fel a település első temploma is, a Maria SS. del Popolo. A 15. században jelentős számú albán menekült telepedett le területén. Az 1990-es években végzett régészeti kutatások kimutatták, hogy a vidék már az i. e. 3 században lakott volt. A 19. század elején vált önálló községgé, amikor a Nápolyi Királyságban felszámolták a feudalizmust. Az 1970-es években jelentős fejlődésnek indult köszönhetően a határában kialakított ipari területen.

## Népessége
A népesség számának alakulása:

## Főbb látnivalói
- Santa Maria del Popolo-templom - a 11. század elején épült, majd a 18. században barokkosították.